# And the Sun Will Shine
"And the Sun Will Shine" é uma canção dos Bee Gees do álbum Horizontal lançada como single em 1968 somente na França. Tem vocal principal de Robin Gibb. É frequentemente executada nos concertos da banda num medley na parte intermediária do show. Foi a primeira canção tocada na televisão norte-americana, em 4 de fevereiro de 1968, no programa "The Smothers Brothers", e tal vídeo foi lançado como videoclipe promocional da faixa.

## Faixas
| 7" (Polydor 421 173) |                                 |         |  |
| N.º                  | Título                          | Duração |  |
| 1.                   | "And the Sun Will Shine [Mono]" | 3:26    |  |
| 2.                   | "Really and Sincerely [Mono]"   | 3:17    |  |
| Duração total:       | Duração total:                  | 6:43    |  |

## Posições nas paradas
| Parada        | Posição | Data de pico |
| ------------- | ------- | ------------ |
| França (SNEP) | 66      | 06 abr. 1968 |

## Versões
Em 1969, José Feliciano gravou uma versão que chegou à 25ª posição nas paradas do Reino Unido.